# Canzoni allo specchio
Albums de Perturbazione
In circolo
(2002) Pianissimo fortissimo
(2007)
Canzoni allo specchio est le quatrième album du groupe piémontais Perturbazione, sorti en 2005.

## Liste des titres
| No  | Titre                        | Durée |
| --- | ---------------------------- | ----- |
| 1.  | Dieci anni dopo              | 4:11  |
| 2.  | Chiedo alla polvere          | 3:50  |
| 3.  | Spalle strette               | 3:49  |
| 4.  | Animalia                     | 3:48  |
| 5.  | Se mi scrivi                 | 2:44  |
| 6.  | Se fosse adesso              | 4:06  |
| 7.  | Canzone allo specchio        | 4:39  |
| 8.  | La fine di qualcosa          | 3:55  |
| 9.  | Seconda persona              | 2:42  |
| 10. | A luce spenta                | 5:31  |
| 11. | Quattro gocce di blu         | 4:00  |
| 12. | Il materiale e l'immaginario | 6:37  |